# أراكيسيتس

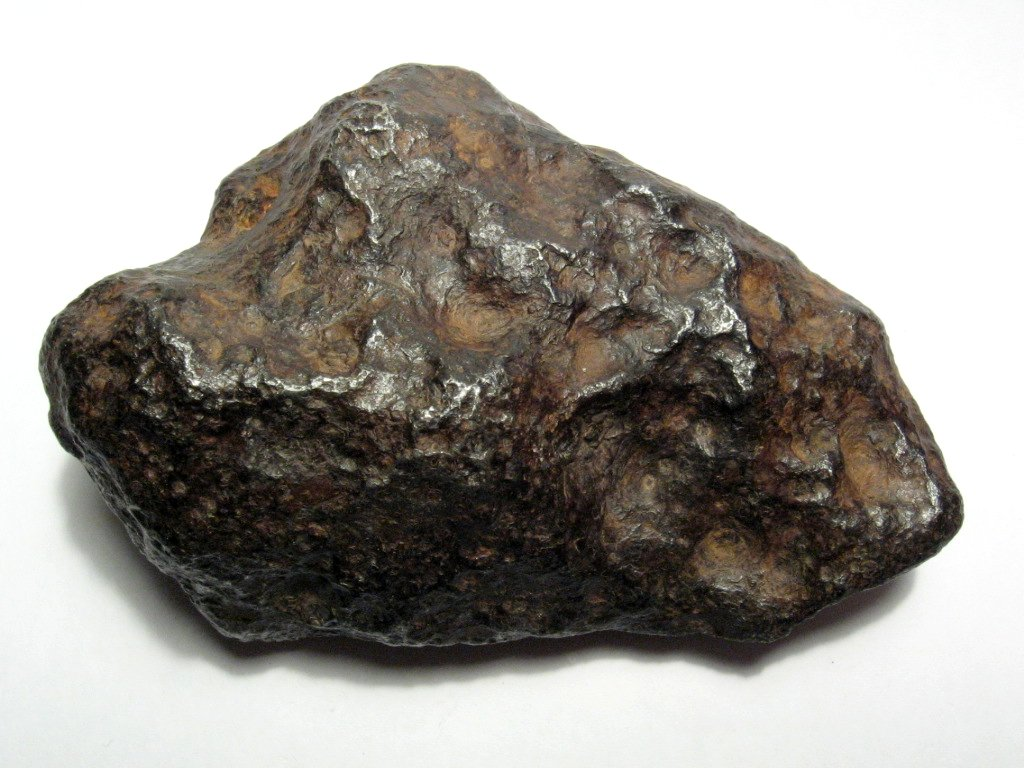

أراكيسيتس
(بالإنجليزية: Ataxites) (من المعنى اليوناني "بدون هيكل") هي فئة هيكلية من النيازك الحديد مع محتوى النيكل عالية ولا تظهر أي أنماط أشكال فيدمان شتيتن على الحفر.

## مميزات
وتتكون أراكيسيتس أساسا من الحديد النيزكي، وهو معدن أصلي وجد في النيازك التي تتكون من المعادن تاينيت مع كميات ضئيلة من بليسيت، troilite ، والصفائح المجهرية للكاماسيت. أراكيسيتس هي أكثر النيازك الغنية بالنيكل المعروفة؛ وهي عادة ما تحتوي على أكثر من 18% النيكل. 
1. ↑  "معلومات عن أراكيسيتس على موقع jstor.org". jstor.org.
2. ↑  http://astrothesaurus.org/uat/109 "معلومات عن أراكيسيتس على موقع astrothesaurus.org". astrothesaurus.org. مؤرشف من http://astrothesaurus.org/uat/109 الأصل في 2021-01-18. {{استشهاد ويب}}: تحقق من قيمة |مسار أرشيف= (مساعدة) وتحقق من قيمة |مسار= (مساعدة)
3. ↑  "معلومات عن أراكيسيتس على موقع enciclopedia.cat". enciclopedia.cat. مؤرشف من الأصل في 2021-01-18.